# Om (riu)
Om (rus: Омь) és un riu al sud de la Sibèria Occidental, dins de Rússia. Té una longitud de 1.091 km i una conca de 52.600 km².

## Geografia
El riu Om neix a la regió dels pantans de Vasiugán, passa pel óblast d'Omsk i el óblast de Novossibirsk. Discorre en direcció oest, desguassant per la dreta en el riu Irtix, a la ciutat siberiana d'Omsk.
Els seus principals afluents són els rius Icha (Ича, 240 km de longitud i una conca de 3.300 km²), Ougourmanka, Ouzakla, Kama (Кама) i el més llarg de tots, el riu Tartas (Тартас) (566 km de longitud i una conca de 16.200 km²).
El riu Om banya les localitats de Barabinsk (30.700 hab. en 2007), Kalatchinsk (23.607 hab. en 2008), Kúibixev (48.200 hab. en 2007) i la capital de l'óblast Omsk (1.131.100 hab. en 2008).
Igual que tots els rius siberians, sofreix llargs períodes de gelades (sis mesos a l'any, des de finals d'octubre-novembre fins a finals d'abril-principis de maig), i àmplies extensions de sòl romanen permanentment congelades en profunditat (permagel). En arribar l'època del desgel, inunda àmplies zones que converteix en terrenys pantanosos.
El nom prové probablement de la paraula om ('tranquil') en la llengua del Baraba Tartars.